# Hugh Cecil
Hugh Richard Heathcote Gascoyne-Cecil (14 octobre 1869 - 10 décembre 1956) est un homme politique britannique du Parti conservateur .

## Jeunesse et éducation
Cecil est le huitième et le plus jeune enfant de Robert Gascoyne-Cecil, 3e marquis de Salisbury, trois fois premier ministre du Royaume-Uni, et de Georgina Alderson, fille de Sir Edward Hall Alderson. Il est le frère de James Gascoyne-Cecil (4e marquis de Salisbury), Lord William Cecil, Robert Cecil (1er vicomte Cecil de Chelwood) et Lord Edward Cecil et un cousin germain du Premier ministre Arthur Balfour. Il fait ses études au Collège d'Eton et à l'University College d'Oxford. Il obtient son diplôme avec les honneurs de première classe en histoire moderne en 1891  et est membre du Hertford College, Oxford de 1891 à 1936, lorsqu'il considère qu'il ne pouvait pas être prévôt de l'Eton College et en même temps membre de Hertford .

## Carrière politique

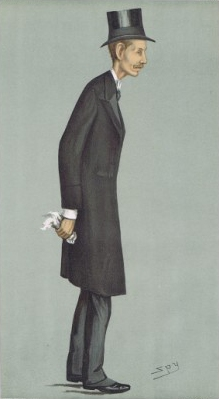
" Greenwich ". Cecil caricaturé par Spy (Leslie Ward) dans Vanity Fair, octobre 1900

Après avoir obtenu son diplôme de BA en 1891, Cecil travaille au parlement. De 1891 à 1892, il est secrétaire privé adjoint de son père, qui est ministre des Affaires étrangères . Après avoir payé sa cotisation, il est élevé au grade de MA en 1894 et est élu aux Communes comme député conservateur de Greenwich en 1895 . Il s'intéresse vivement aux questions ecclésiastiques et devient un membre actif du parti de l'Église, résistant aux tentatives des non-conformistes et des laïcs de retirer la discipline de l'Église des mains des archevêques et des évêques et de retirer aux évêques leurs sièges à la Chambre des lords. Dans un discours sur la deuxième lecture de l'Education Bill de Balfour de 1902, il soutient que pour le règlement final de la difficulté religieuse, il doit y avoir une coopération entre l'Église d'Angleterre et la non-conformité, qui est l'alliée naturelle de l'Église et que la seule base d'accord possible est que chaque enfant devait être élevé dans la croyance de ses parents. L'idéal à viser dans l'éducation est l'amélioration du caractère national. Dans les dernières étapes de l'avancement du projet de loi, il ressent vivement un amendement approuvé par la Chambre et repris par le ministère donnant aux directeurs, au lieu du titulaire de la paroisse, le contrôle de l'enseignement religieux dans les écoles non officielles. Ce n'est pas le seul point sur lequel il montre une grande indépendance du gouvernement dont Balfour, son cousin, est le chef.
Au début du XXe siècle, Cecil (connu par ses amis sous le nom de « Linky ») est le chef éponyme des Hughligans, un groupe de jeunes députés conservateurs privilégiés qui critiquent la direction de leur propre parti. Sur le modèle du Quatrième Parti de Randolph Churchill, les Hughligan comprennent Cecil, FE Smith, Arthur Stanley, Ian Malcolm et, jusqu'en 1904, Winston Churchill. Cecil est le témoin de mariage de Churchill en 1908 et ce dernier admire beaucoup son éloquence à la Chambre des communes. Comme Churchill le déclare à un contemporain, Llewellyn Atherley-Jones, « Comme j'aimerais avoir ses pouvoirs ; la parole est un effort douloureux pour moi » . Cecil s'oppose dès le début à la politique de réforme tarifaire de Joseph Chamberlain, plaidant au Parlement contre toute dévaluation de l'idée d'empire en une « gigantesque entreprise de partage des bénéfices ». Il occupe une place prépondérante parmi les « Free Food Unionists » ; par conséquent, il est attaqué par les réformateurs tarifaires et perd son siège à Greenwich en 1906.
En 1910, Cecil devient député de l'Université d'Oxford, qu'il représente pendant les 27 années suivantes . Il se lance immédiatement avec passion dans la lutte contre les résolutions ministérielles de veto, comparant le gouvernement Asquith à des « dé à coudre ». L'année suivante, il participe activement à la résistance au projet de loi sur le Parlement, traitant Asquith de « traître » pour ses conseils à la Couronne de créer des pairs, et prenant une part prépondérante aux troubles qui empêchent le Premier ministre de se faire entendre le 24 juillet 1911. Mais il ne retrouve jamais tout à fait l'autorité qu'il possédait à la Chambre dans les premières années du siècle. Il s'oppose fermement au Welsh Church Bill, et il dénonce le Home Rule Bill de 1914 comme réduisant l'Irlande du statut d'épouse à celui de maîtresse - elle devait être gardée par John Bull, non unie à lui. En 1916, Cecil fait partie de la Commission d'enquête sur la Mésopotamie. Il est admis au Conseil privé le 16 janvier 1918.
En dehors de sa carrière politique, Cecil est lieutenant dans le Royal Flying Corps pendant la Première Guerre mondiale. À ce titre, lors d'un débat en 1918, il censure sévèrement le traitement du général Trenchard par le gouvernement.
Lord Hugh est un anglican engagé et membre de la Maison des laïcs à l'Assemblée de l'Église à partir de 1919. Il obtient un doctorat en droit civil de l'Université d'Oxford en 1924. Il plaide pour un traitement clément des objecteurs de conscience, et s'efforce en vain de les soulager de leur handicap . Il quitte la Chambre des communes en 1937 parce que l'année précédente, il a été nommé recteur du Collège d'Eton, poste qu'il conserve jusqu'en 1944 . Le 25 janvier 1941, il est élevé à la pairie en tant que baron Quickswood, de Clothall dans le comté de Hertford. Il est administrateur de la bibliothèque de Londres et docteur honoris causa en droit civil de l'université de Durham. Il est également docteur honoris causa en droit à l'Université d'Édimbourg en 1910 et à Cambridge en 1933. De 1944 jusqu'à sa mort, il est associé honorifique du New College, Oxford .

## Vie privée
Lord Quickswood ne s'est jamais marié. Il décède le 10 décembre 1956, à l'âge de 87 ans, date à laquelle la baronnie s'éteint .

## Publications
- « Discours présidentiel ». Dans Political Socialism, a Remonstrance, édité par Mark H. Judge, Londres : PS King, 1908.
- Liberté et autorité, Londres : Edward Arnold, 1910.
- Conservatisme, Londres : Williams et Norgate, 1912.
- « Deuxièmes chambres dans les dominions britanniques et dans les pays étrangers. » Dans Droits de citoyenneté, Chap. VII. Londres : Frederick Warne & Co., 1912.
- « La position du titulaire dans le Conseil de l'église paroissiale. » Dans Église et État, Société pour la promotion du savoir chrétien, 1916.
- "La question irlandaise à nouveau," L'âge vivant, Vol. XIV, n° 301, 31 mai 1919
- Nationalisme et catholicisme, Macmillan & Co., Limited, 1919.
- "National Instinct, the Basis of Social Institutions", Burnett House Papers, n° 9, Oxford University Press, 1926.
- Le service de communion tel qu'il pourrait être, avec une introduction et des notes . Londres : Humphrey Milford, 1935 (numérisé par Richard Mammana).

## Sources
- Annan, « The Intellectual Aristocracy », Studies in Social History: A Tribute to G. M. Trevelyan, Longmans, Green & Co,‎ 1955
- A. G. Gardiner, Pillars of Society, James Nisbet & Co., Limited, 1913, « Hugh Cecil »
- Griffith-Boscawen, « Fourteen Years in Parliament », John Murray, 1907
- Lucy, « Lord Hugh Cecil », The Nation, vol. CIV, no 2705,‎ 1917 (lire en ligne)
- Quigley, Carroll, « The Cecil Bloc: The Anglo-American Establishment: From Rhodes to Cliveden », Books in Focus, 1981
- Rempel, « Lord Hugh Cecil's Parliamentary Career Promise Unfulfilled », Journal of British Studies, vol. XI,‎ mai 1972
- Kenneth Rose, The Later Cecils, London, Macmillan, 1975